# El Paujíl
El Paujíl là một khu tự quản thuộc tỉnh Caquetá, Colombia. Thủ phủ của khu tự quản El Paujíl đóng tại El Paujíl Khu tự quản El Paujíl có diện tích 1336 ki lô mét vuông. Đến thời điểm ngày 28 tháng 5 năm 2005, khu tự quản El Paujíl có dân số 12291 người.